# Matías Di Gregorio
Matías Gabriel Di Gregorio (n. Buenos Aires, Argentina, 4 de junio de 1986) es un exfutbolista argentino. Actualmente se desempeña como director deportivo en el Club Deportivo Manchego Ciudad Real de la Segunda RFEF.

## Carrera futbolística

### Independiente
Di Gregorio inició su carrera profesional en el año 2006 jugando para el Club Atlético Independiente, institución en la cual realizó las divisiones inferiores. Su debut fue el 16 de junio de 2007 en la victoria de su equipo ante Gimnasia de Jujuy como visitante por 3 a 1. 
El 15 de marzo de 2008 anotó su primer gol ante Gimnasia de La Plata por la Primera División Argentina, en un encuentro que finalizaría con la victoria de Independiente por 3 a 1. También fue partícipe de la gira que realizó Independiente por los Estados Unidos y Canadá, con actuaciones de gran nivel, jugando 3 partidos ante Columbus Crew, Atlanta Silverbacks y Toronto FC.

### Quilmes
En el año 2009 fichó por Quilmes Atlético Club, equipo que militaba en la Primera B Nacional. En la primera fecha del campeonato marcó un gol de tiro libre, siendo el primero con el club y logrando la victoria de su equipo por 1 a 0 ante Deportivo Merlo. En total jugó 23 partidos, y logró consolidarse como uno de los mejores jugadores del equipo a lo largo de la temporada. Finalmente, Quilmes logró el ascenso a Primera División.

### Atlético Rafaela
Fichó por Atlético Rafaela en el año 2011, volviendo a un equipo de Primera División.

### 3 de Febrero
Di Gregorio fichó por el Club Atlético 3 de Febrero en el año 2012, donde tuvo su mejor año como profesional. Jugó 40 partidos y marcó 8 goles, siendo una de las figuras del plantel a lo largo de la temporada.

### Naval de Talcahuano
En el año 2015 formó parte del plantel del Naval, equipo que militaba en la Primera División B de Chile, constituyendo una pieza fundamental para el club.

### Inter Ibiza
En el 2020 retomó la actividad futbolística formando parte del novedoso proyecto del Inter Ibiza. Jugó 10 partidos con la camiseta "canalla" sumando 3 goles y cumplió el objetivo de ascender a Tercera RFEF. Tras retirarse de la actividad, se incorporó como Director Deportivo hasta el año 2022.

## Dirección deportiva

### Inter Ibiza
Luego de la gran campaña en el equipo "Canalla", Matías completó sus estudios como ojeador y director deportivo en la AFEC Football Academy y tomó las riendas de la gestión del Departamento de Marketing y Comunicación, gestión de patrocinadores, renovaciones y fichajes de futbolistas y staff técnico.

### Club Deportivo Manchego Ciudad Real
En la temporada 2022/2023, Di Gregorio asume el cargo de director deportivo en el Club Deportivo Manchego Ciudad Real de la Tercera RFEF, logrando ser campeón y ascender a Segunda RFEF.

## Clubes como jugador
| Club             | País      | Año         |
| ---------------- | --------- | ----------- |
| Independiente    | Argentina | 2007 - 2009 |
| Quilmes          | Argentina | 2009 - 2011 |
| Atlético Rafaela | Argentina | 2011        |
| 3 de Febrero     | Paraguay  | 2012 - 2013 |
| Independiente    | Argentina | 2013        |
| Naval            | Chile     | 2014 - 2015 |
| Inter Ibiza      | España    | 2020 - 2021 |